# Ramos (Rio de Janeiro)
Ramos és un barri de la Zona de la Leopoldina, en la Zona Nord del municipi de Rio de Janeiro, al Brasil.
Barri carioca tradicional i un dels principals reductes del samba i chorinho carioca, limita amb els barris Olaria, al nord, Complexo do Alemão, a oest, Bonsucesso, al sud, i Marea, que queda a l'altre costat de l'Avinguda Brasil, a l'est. El seu IDH, l'any 2000, era de 0,857, el 47è millor del municipi de Rio.

## Història
Regió d'antics engenhos de sucre, granges i ceràmiques que remunten al segle xviii, al segle XIX també va viure l'expansió del cafè.
La regió de l'actual barri de Ramos pertanyia a la Hisenda del Engenho de la Pedra (després Hisenda N.S. de Bonsucesso), dintre de la Sesmaria de Inhaúma. Encara en el segle xvii, van ser pioneres les Carreteres Vella del Engenho da Pedra i la Carretera Nova del Engenho da Pedra (actual Av.Teixeira de Castro), que donaven accés a la regió. Existien altres camins que es comunicaven amb el litoral, on arribaven al “Cais de Pedra”, una enorme pedra a prop de la Platja de l'Apicú (actual Platja de Ramos).
El 1868, amb la inauguració del ferrocarril Leopoldina, el capità José Fonseca Ramos va exigir la construcció d'una estació de tren en la seva hisenda, ja que la via creuava les seves terres. Aquesta iniciativa, que pretenia donar major comoditat a la seva família i agregats, va fer néixer un dels més tradicionals barris de Rio.
La regió va guanyar un gran desenvolupament quan va ser urbanitzada per l'enginyer Joaquim Vieira Ferreira Sobrinho, que, al voltant de 1910, va fundar Vila Gérson i l'escola Gérson. Fins avui, diversos carrers porten el nom dels parents d'aquest enginyer, com el Carrer Miguel Vieira Ferreira (el seu pare), Carrer Gerson Ferrera (el seu fill) i el Carrer Ruth Ferrera (la seva esposa).

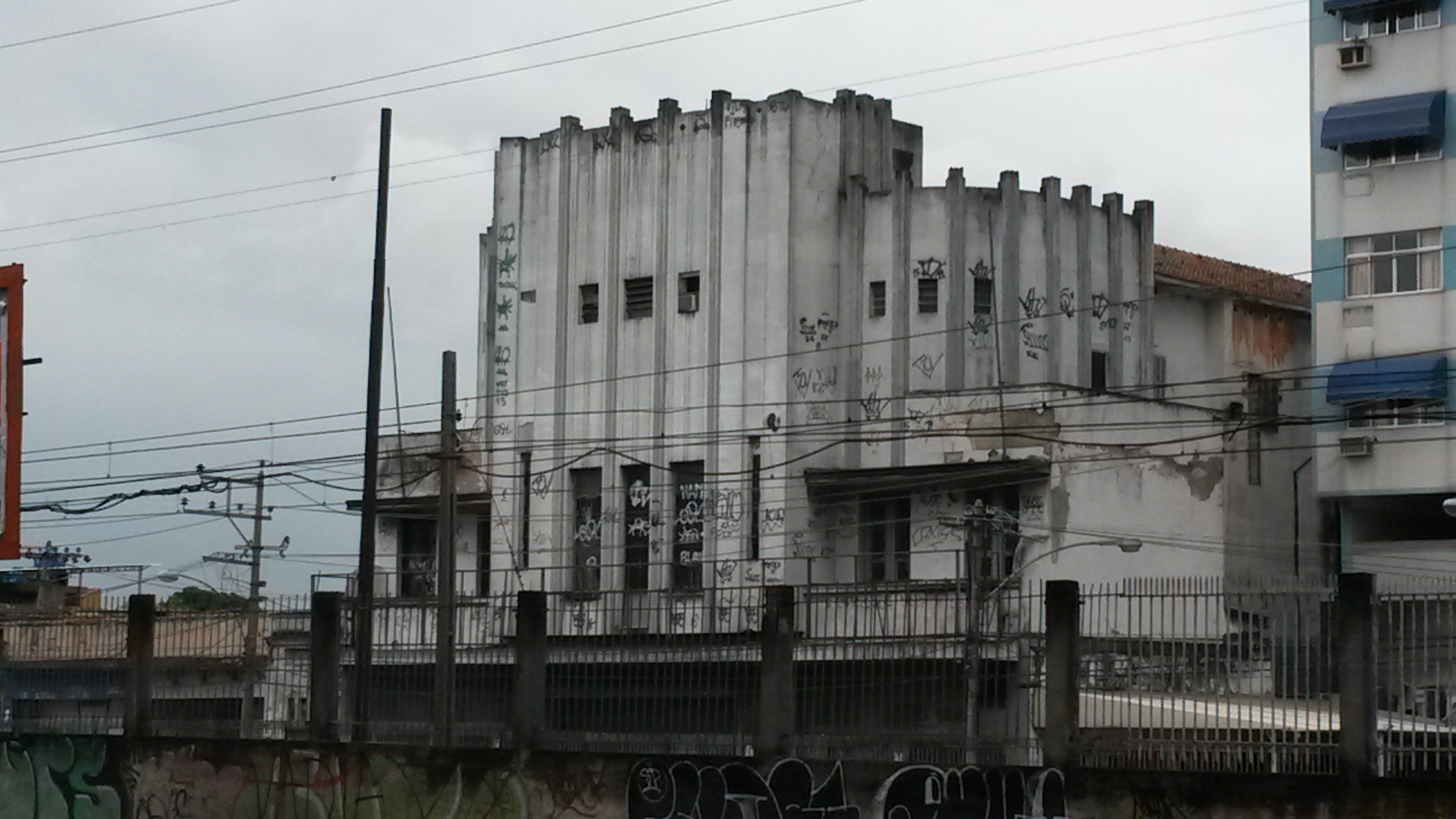
Cinema Rosário, construït el 1938.

Ja en el segle xx, Ramos va ser un dels reductes de l'elit de l'anomenada Zona de la Leopoldina. El Social Ramos Club era freqüentat per habitants il·lustres i les invitacions per als seus salons eren disputats. El 1938, el Cinema Rosário era un dels més grans de Rio amb el seu projecte arquitectònic Art déco.
Entre els gremis carnavalescos del barri, destaca l'escola de samba Imperatriz, vuit vegades campiona en el carnaval carioca. El Grêmio Recreativo Cacique de Ramos, fundat el 1961, té seu a Olaria. Ramos sempre s'ha posicionat bé en la samba de Rio.

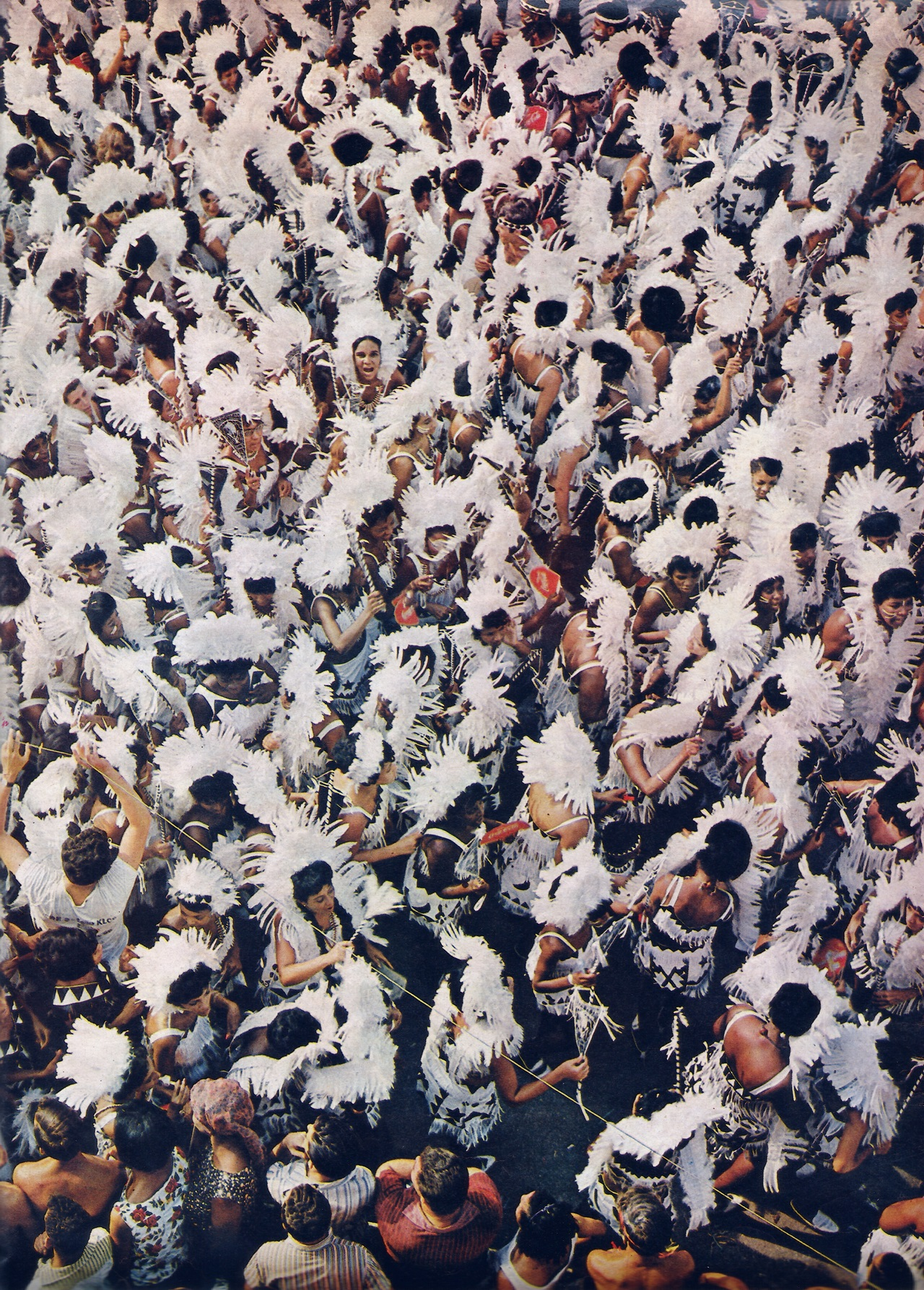
Bloc Cacique de Ramos, Carnaval del Rio, 1966

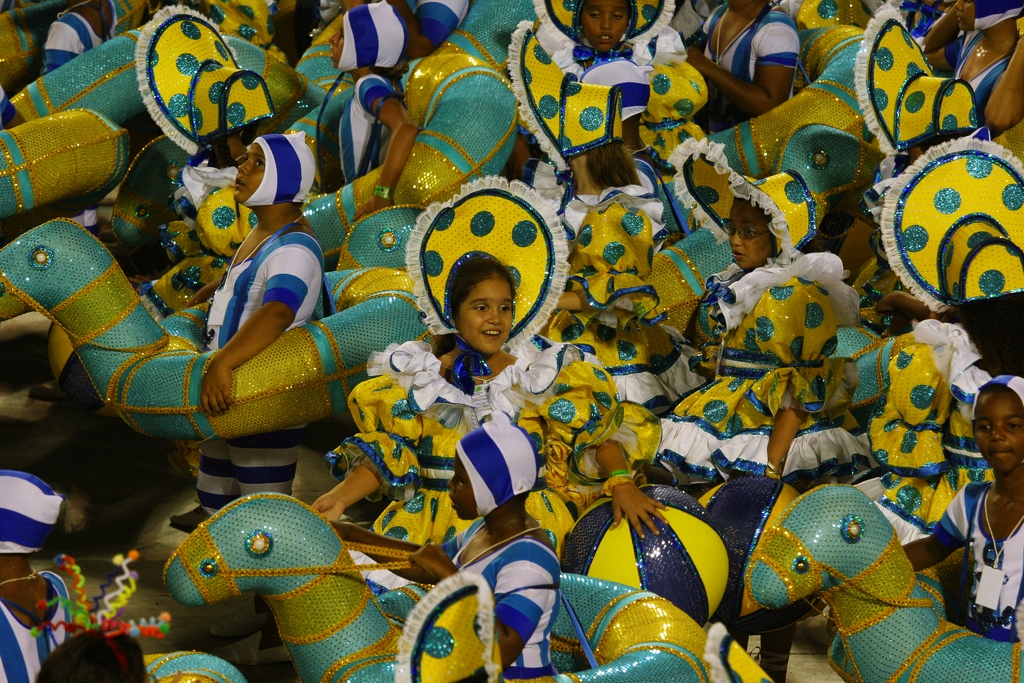
Desfilada de 2009 de la GRES Imperatriz Leopoldinense

Grans noms de la música brasilera es connecten al barri com els de els compositors Pixinguinha, Villa-Lobos i, més recentment, Zeca Pagodinho i Almir Guineto. Pixinguinha va compondre l'Himne de Ramos el 1965, per les festes dels 80 anys del barri.
Villa-Lobos es va tornar assidu del barri en conèixer la seva futura esposa durant una visita a un amic, músic, habitant del barri. Va venir a ser, també, un dels fundadors del bloc carnavalesc Recreo de Ramos. Zeca Pagodinho i Almir Guineto es connecten al nom del Cacique de Ramos, que també és el bressol de grups com el Fundo de Quintal. El 2009, l'escola de samba Imperatriz, a través del enredo "Imperatriz… Só quer mostrar que faz samba também" va homenatjar el barri de Ramos a Marquês de Sapucaí. El 2012, el programa d'Unitats de Policia Pacificadores (UPP) va ser dut fins al grup de faveles veïnes del barri pel Sud. Aquest grup de comunitats formen part del Complexo do Alemão i després d'aquest procés es van reduir els índexs de violència i criminalitat de tot l'entorn.

## Demografia
El barri ocupa a 47a posició (dades 2000) entre els barris del municipi amb relació a l'Índex de desenvolupament humà amb un índex de 0,857. L'IDH-L (Esperança de vida) és de 0,816, IDH-I (Educació) és de 0,943 i IDH-R (Rendes) amb un índex de 0,813. La població de Ramos és de 40.792 habitants, sent aquesta aproximadament 47% masculina i 53% femenina. El 25% de la població és menor de 20 anys, el 58% de la població està entre 20 i 64 anys, i el 17% està per sobre dels 65 anys. La renda per capita del barri de Ramos és de 2464 reals per persona.
El barri de Ramos és la seu de la regió administrativa de Ramos. Els integrants de la regió administrativa són: Ramos, Bonsucesso, Olaria i Manguinhos. Ramos també és integrant d'una regió no oficial, d'identificació cultural i històrica de la població, anomenada Zona de la Leopoldina.